# Felipa Matilde de Tolosa
Felipa o Felipa Matilde de Tolosa (morta el 1117) fou duquessa d'Aquitània per matrimoni amb Guillem IX el Trobador i pretesa hereva del comtat de Tolosa i els seus drets. Era filla de Guillem IV. comte de Tolosa i d'Emma de Mortain

## Biografia
El seu avi, el comte Ponç II de Tolosa havia indicat al seu testament que si el seu fill gran Guillem moria sense fills mascles, el comtat de Tolosa i els seus altres béns i drets feudals passarien al seu fill segon Ramon de Sant Gèli, que en l'herència rebia el comtat de Sant Gèli (part de Nimes). Això fou el que va passar el 1094, quan Guillem va morir en el transcurs de l'expedició (dita croada) contra Osca, sense deixar cap fill mascle
Ramon IV la va casar el 1094 amb Guillem IX d'Aquitània (vers 1070 † 1127), duc d'Aquitània, i de Gascunya i comte de Poitiers. D'aquest matrimoni van néixer:
- Guillem X (1099 † 1137), duc d'Aquitània i de Gascunya i comte de Poitiers.
- Ramon de Poitiers, príncep d'Antioquia
- Una filla, potser Agnès, casada amb Aimeric V († 1127), vescomte de Thouars, i després a Ramir II el Monjo (1083 † 1157) rei d'Aragó[6]
- Altres quatre filles citades però no anomenades[7] Una d'aquestes quatre portaria el nom de Felipa, i s'hauria casar amb Heli IV Talairand de Périgord.

El 1098, Guillem va aprofitar l'allunyament de Ramon de Sant Gèli que havia anat a Terra Santa, i els conflictes del seu fill que des d'aquest any atacava els privilegis dels canonges de la basílica de Sant Serni de Tolosa als que els canonges es negaven a renunciar-hi; Bertran va decidir recórrer a la força i va incendiar els edificis del capítol. Ramon de Sant Gèli era aleshores lluny, a la proximitat d'Antioquia, i els canonges van apel·lar en el seu ajut a un senyor susceptible de fer valer els seus drets, Guillem IX, duc d'Aquitània, casat amb Felipa Matilde de Tolosa. Guillem d'Aquitània va decidir fer valer els seus drets, inferint que el testament del comte Ponç II de Tolosa havia estat ben respectat, però que ara que Ramon de Sant Gèli se'n havia anat dels seus dominis cap a l'Orient, el comtat de Tolosa revertia a l'herència de Guillem IV, és a dir a la filla Felipa Matilde, que era la seva dona. Va agafar de seguida la direcció de les seves tropes i va envair el comtat de Tolosa sense que Bertran li oposés forces. A partir de 1098 Guillem d'Aquitània apareix actuant com amo a Tolosa signant la majoria de les cartes, i això fins a 1101, data a la qual va marxar ell mateix a la croada. Fins i tot si Guillem d'Aquitània dominava a Tolosa de Llenguadoc, era mal acceptat al comtat i Bertran, fins i tot si no es podia oposar militarment al duc d'Aquitània, havia organitzat una resistència i així el 1101 Bertran va poder recuperar els seus Estats, pot ser pagant una forta suma a Guillem que havia de finançar el seu viatge.
El 1105 el seu pare Ramon IV de Sant Geli va morir davant Trípoli del Líban en el setge de la ciutat, llegant tots els seus béns occitans al seu jove fill Alfons Jordà i el comtat de Trípoli a Bertran. Elvira Núñez de Guzmán i el seu fill Alfons tornaren de Terra Santa en el transcurs de l'estiu 1108. Aquest mateix any, després d'haver remès el comtat de Tolosa i les seves dependències a Alfons i al seu tutor, Bertran va marxar al seu torn a Orient.
Aprofitant la poca edat d'Alfons Jorda (nascut el 1103), Guillem el Trobador va intentar recuperar Tolosa el 1113. El 1115 Guillem va agafar a Amauberga (Meubergona o Dangerosa) d'Isle-Bouchard, l'esposa d'un dels seus vassalls, Aimeric I vescomte de Châtellerault, com a concubina, i va repudiar a Filipa que es va retirar a un convent. Això implicava que els drets sobre Tolosa els havia de defensar ara en nom del seu fill Guillem X. Guillem IX però, fou excomunicat pel Papa i no es va poder casar amb la seva amant. Els suposats drets encara es van fer valer per Elionor d'Aquitània (filla de Guillem X) quan estava casada amb Lluis VII de França (1141) i després quan estava casada amb Enric II Plantagenet, i finalment pel fill Ricard Cor de Lleó.
Felipa va morir al convent el 28 de novembre de 1117.